# Kirovskij (Territorio del Litorale)
Kirovskij (in russo Кировский?) è un insediamento di tipo urbano dell'Estremo Oriente russo (Territorio del Litorale). È il centro amministrativo del distretto Kirovskij.
La sua distanza da Vladivostok è di 322 km verso nord-est.